# Sistar19
Sistar19 (en hangul, 씨스타19) es la primera subunidad del grupo femenino surcoreano Sistar y fue formada por la discográfica Starship Entertainment en 2011. El grupo está compuesto por Hyolyn y Bora.

## Historia

### 2011-2013: «Ma Boy» yGone Not Around Any Longer
Sistar19 es un dúo de Sistar bajo Starship Entertainment. Sistar19 fue creado en 2011 con Hyolyn como vocalista principal y Bora como rapera. Su actuación debut como Sistar19 fue el 5 de mayo de 2011 en M! Countdown con el sencillo «Ma Boy», lanzado el mismo mes. El primer EP titulado Gone Not Around Any Longer fue lanzado el 31 de enero de 2013. El sencillo principal con el mismo nombre ascendió en el gráfico Billboard Korea K-Pop Hot 100 chart. En 2013, Sistar19 fue nominado en el 2013 World Music Awards.

### 2023-presente: anuncio de regreso
El 17 de noviembre, se anunció oficialmente que Sistar19, la subunidad formada por las integrantes de Sistar, Hyolyn y Bora, regresaría en enero.

### 2024: regreso con «No More (Ma Boy)»
El 16 de enero de 2024 regresaron con el sencillo «No More (Ma Boy)».

## Discografía

### EP
| Año  | Título                     | Posiciones | Posiciones | Ventas             |
| Año  | Título                     | KOR        | KOR K-pop  | Ventas             |
| ---- | -------------------------- | ---------- | ---------- | ------------------ |
| 2013 | Gone Not Around Any Longer | 2          | —          | - KOR (CD): 13,964 |

### Sencillos
| Año  | Título                       | Posiciones | Posiciones | Ventas                                |
| Año  | Título                       | KOR        | KOR K-pop  | Ventas                                |
| ---- | ---------------------------- | ---------- | ---------- | ------------------------------------- |
| 2011 | «Ma Boy»                     | 2          | —          | - KOR (DL): 2,652,474                 |
| 2013 | «Gone Not Around Any Longer» | 1          | 1          | - KOR: - CD: 13,964+ - DL: 1,723,704+ |
| 2013 | «A Girl in Love»             | 4          | 6          |                                       |
| 2024 | «No More (Ma Boy)»           |            |            |                                       |

## Premios

### Gaon Chart K-Pop Awards
| Año  | Categoría                 | Trabajo nominado             | Resultado |
| ---- | ------------------------- | ---------------------------- | --------- |
| 2013 | Canción del Año (febrero) | «Gone Not Around Any Longer» | Ganadoras |